# 三四郎のDearボス
『三四郎のDearボス』（さんしろうのディアボス）は、2018年4月15日より広島テレビ放送で毎週日曜日の16:25 - 16:55に放送されているトーク番組。2021年3月14日までは『Dearボス 〜トップの秘密のぞき見バラエティ〜』（ディアボス トップのひみつのぞきみバラエティ）というタイトルで放送していた。

## 概要
広島県内にある企業やチームのトップ、いわゆる「ボス」といわれる人物に直撃インタビューする。毎回1名のボスを取り上げる。
2018年10月7日から12月30日までBS日テレでも日曜23時から23時30分まで放送された。
2020年3月20日からHuluで第1回から配信開始。
番組立ち上げ当初のMCは銀シャリにオファーされていたが、スケジュールNGが出たため三四郎にオファーが回った。
2024年4月より、放送時間が30分早まり日曜16時25分から16時55分に変更される。

## 出演者

### MC
- 三四郎（小宮浩信・相田周二）
- ナレーション：木村和美（広島テレビアナウンサー、第133回2021年4月11日 - ）

### 過去の出演者
- 天道泰幸（占い師） - 占いコーナー出演。偶数回に出演
- 西口真央（広島テレビアナウンサー） - 第13回2018年7月8日放送から第132回2021年3月14日放送まで出演

### ボスリスト
第132回までは『Dearボス 〜トップの秘密のぞき見バラエティ〜』。第133回からは『三四郎のDearボス』
肩書は放送当時。 
| 回      | 放送日                   | ボス | 備考 |
| ------- | ------------------------ | --- | --- |
| 1 2     | 2018年 04月15日 04月22日 | 坂本孝雄（ビッグアーム 社長） | 肉業界の風雲児ボス （「焼肉のぶち」「ステーキのB」） |
| 3 4     | 04月29日 05月06日        | 阿南征士（TJ Hiroshima 編集長） | 売れ続けるタウン情報誌を発行するカリスマ編集長ボス |
| 5 6     | 05月13日 05月20日        | 西田昌史（鮮コーポレーション 代表取締役社長） | 全国チェーン店にも劣らぬ人気の回転寿司を率いるボス 「すし辰」 |
| 7 8     | 05月27日 06月03日        | 池太郎（海上自衛隊呉地方総監） | 1府12県の海を守り7,000人の部下を抱える海上自衛隊呉地方総監ボス 愚直たれ （2018年12月退官） |
| 9 10    | 06月10日 06月17日        | コカ・コーラ レッドスパークス（女子ホッケーチーム） | 日本代表に12人が輩出されている女子ホッケー界のボス |
| 11 12   | 06月24日 07月01日        | 武内恒則（錦水館 社長） | 宮島で100年以上続く老舗旅館のボス |
| 13      | 07月08日                 | 井辻龍介（井辻食産 社長） | 餃子の皮の製造販売からスタートしたボス 「餃子の龍」 |
| 14      | 07月15日                 | 山重裕太（山重商事 社長） | 呉市で代々続く質屋の若ボス 「山重質店」 |
| 15 16   | 07月22日 07月29日        | 島村雅人（アサヒグループ食品株式会社 アマノブランド企画室 専任部長） | フリーズドライ食品のカリスマ開発者ボス |
| 17 18   | 08月05日 08月12日        | 平田真一（平田観光農園 代表取締役社長） | 全国有数の規模を誇る農園ボス |
| 19      | 08月19日                 | 総集編「広島を明るく元気にする明言スペシャル」 | |
| 20 21   | 09月02日 09月09日        | 重道泰造（株式会社アイグラン 代表取締役社長） | 全国に400もの保育園を展開するボス |
| 22 23   | 09月16日 09月23日        | 坂根紳也（マリーナホップ運営会社 社長） | 一時は廃業の危機まであったショッピングモールを再生させたボス |
| 24 25   | 09月30日 10月07日        | 久保正彦（砂谷牛乳 社長） | 酪農から生産までを手掛けるボス |
| 26      | 10月14日                 | 小林直哉（有限会社いせ「お好み焼 みっちゃん総本店」代表取締役） | 広島お好み焼きの礎を作ったともいわれる名店の2代目ボス |
| 27      | 10月21日                 | 児玉昇司（ラクサス・テクノロジーズ株式会社 代表取締役社長） | 高級ブランドバッグで全国の女性を虜にするボス |
| 28 29   | 10月28日 11月04日        | 山﨑智太郎（株式会社アースフード 代表取締役大将） | 広島ラーメン界の寵児ボス |
| 30 31   | 11月11日 11月18日        | 松坂晃太郎（ヒロボー株式会社 代表取締役社長） | RCヘリ世界シェアナンバーワンボス |
| 32 33   | 11月25日 12月02日        | 新原純平（株式会社サンポークリエイト 代表取締役社長） | 全国に60ものアクセサリー店を展開ボス |
| 34      | 12月09日                 | 堀川智子（中国木材株式会社 代表取締役社長） | 日本一の木材会社ボス |
| 35      | 12月16日                 | 𠮷長邑彩（株式会社田頭茶店 代表取締役) | 創業から88年の老舗日本茶会社ボス |
| 36      | 12月23日                 | 個性豊かなボスたちが一足早く2019年を大予想する年末SP! | |
| 37 38   | 2019年 01月13日 01月20日 | 島田俊介（島田水産 代表取締役社長） | 広島牡蠣の伝道師ボス |
| 39 40   | 01月27日 02月03日        | 下野竜也（広島交響楽団 音楽総監督） | 広島3大プロのひとつ、広島交響楽団のボス |
| 41 42   | 02月10日 02月17日        | 宮村志穂（株式会社ファルベ 代表取締役社長 ） | ウェディングアイテム作るボス |
| 43 44   | 02月24日 03月03日        | 原田秀二（株式会社酔心 代表取締役社長） | 創業からまもなく70年を迎える老舗ボス |
| 45 46   | 03月10日 03月17日        | 藤正幸司（株式会社京都嵯峨野 代表取締役社長） | ブライダル全般のビジネスを手掛けるボス |
| 47 48   | 03月24日 03月31日        | 前田政登己（株式会社マエダハウジング 代表取締役） | リフォーム界のボス |
| 49 50   | 04月7日 04月14日         | 峯岳徳（株式会社鷗州コーポレーション 代表取締役社長） | 学習塾のボス |
| 51      | 04月21日                 | 笹野正明（おおたけ株式会社 代表取締役） | 業務用野菜卸し中四国トップシェアボス |
| 52      | 04月28日                 | 湯崎英彦（広島県知事） | 広島県のボス |
| 53      | 05月12日                 | 藤田善洋（有限会社ウィスタリアフィールド 代表取締役社長） | 伝説の美容師ボス |
| 54 55   | 05月19日 05月26日        | 迫田宏治（株式会社サコダ車輛 社長） | 登録台数日本一に輝いた軽自動車業界のボス |
| 56      | 06月02日                 | 平岡優一（インフォライズン株式会社 オーナー） | 安芸の国に活気を呼び込む破天荒なボス 鷗州コーポレーションにて峯岳徳のもと人事マンとして活躍したのち、AICJ中学・高等学校の理事兼副校長となる 安芸ひろしま武将隊総合プロデューサー兼毛利元就役 JELSOMENA（Vo） 広島市議会議員                                            |
| 57      | 06月09日                 | 村井由香（株式会社キャピタルコーポレーション 代表取締役） | 主婦から転身した人気焼き鳥店のボス |
| 58      | 06月16日                 | 出原昌直（株式会社ディスカバーリンクせとうち 代表） | 尾道に新たな魅力を生み出すボス |
| 59      | 06月23日                 | 山根浩揮（有限会社いっとく 代表取締役） | 大行列を作る尾道のプリン店を仕掛けるボス |
| 60 61   | 06月30日 07月07日        | 寺岡晋作（株式会社ロイヤルコーポレーション 代表取締役） | 自動車学校＆コングロマリット経営ボス |
| 62 63   | 07月14日 07月21日        | 細川匡（デリカウイング株式会社 代表取締役会長兼CEO） | 超大手コンビニの中国地方のお弁当やお惣菜、スイーツなどを一手に製造するボス 廿日市商工会議所 会頭 はつかいち縦断みやじま国際パワートライアスロン大会 会長 FMはつかいち 社長 けん玉ワールドカップ廿日市 大会会長 鯉城同窓会 会長                                         |
| 64 65   | 07月28日 08月04日        | 濱村大助（宮島水族館 飼育係長） | 宮島水族館の飼育部門トップであるボス |
| 66      | 08月11日                 | 木織雅子（NPO法人 工房尾道帆布 会長） | 全国にファンがいる尾道帆布のボス |
| 67      | 08月18日                 | 粟村元則（株式会社阿藻珍味 取締役副社長） | 自社のことだけでなく地域の未来を考えるボス |
| 68 69   | 09月1日 09月08日         | 広田昭（株式会社広田造園 代表取締役社長） | 広島造園業界のボス |
| 70      | 09月15日                 | 小西丈治（小西養鯉場 代表取締役） | 錦鯉の養殖販売で世界に名を轟かすボス |
| 71      | 09月22日                 | 松本文治（松本金型株式会社 代表取締役社長） | 町工場でアイデア日用品の開発を続け大逆転成功のボス |
| 72 73   | 10月06日 10月13日        | 三島豊（三島食品株式会社 代表取締役会長） | 全国大ヒットふりかけ製造のボス |
| 74      | 10月27日                 | 池田政人（NPO法人 ひろしま講演芸 代表） | 江戸時代から続く日本の伝統芸能「南京玉すだれ」を守るボス 仙助流 南京玉すだれ 4代目家元 |
| 75      | 11月03日                 | 小谷隆春（柳橋こだに 店主） | 1947年に創業し広島市民に愛され続けるうなぎ店の2代目ボス 元プロミュージシャン（サーカス (歌手)のバックバンドメンバー） |
| 76 77   | 11月10日 11月17日        | 「中四国で一番にぎわう商店街！本通り人気の秘密を徹底解剖！1時間SP」 藤岡秀樹（JR西日本グループ中国SC開発株式会社 代表取締役社長） | 1日に約15万人が行き交う広島駅に隣接する商業施設「ekie」を手がけるボス 崇徳高校バレーボール部（エースアタッカー） |
| 78      | 11月24日                 | 山崎一成（広島県商工会連合会 ひろしま夢プラザ 所長） 永井健二（永井紙店 代表取締役社長） 小川嘉彦（いとや 代表取締役社長 / 広島本通商店街振興組合 理事長） 小林正記（ちから 代表取締役社長） 多山宰佐（本通ヒルズ / 多山文具 会長） 渡部聡（本通ヒルズ / 渡部陶苑 会長） | 広島本通商店街のボスたち 広島本通商店街テーマソング「幸せのプレリュード」 作詞：湯川れい子 作曲：神山純一 うた：チェリッシュ |
| 79 80   | 12月01日 12月08日        | 三上貴教（広島修道大学 学長） | 広島県内に本社を置く企業の社長を400人以上輩出する広島修道大学のボス 広島修道大学 国際コミュニティ学部 教授 趣味：サックス演奏 |
| 81      | 12月15日                 | 松田哲也（株式会社広島マツダ 代表取締役会長兼CEO） | HM RACERS(HMレーサーズ) セレモニーホール大田会館 おりづるタワー |
| 82      | 12月22日                 | 2019年総集編 | 「キャラクター」部門、「大逆転劇！どんでん返し」部門、「ハプニング」部門の部門別にVTRで2019年の名場面を振り返った。 |
| 83 84   | 2020年 01月12日 01月19日 | 大山潤（有限会社ダブルオー 代表取締役） 大山圭（有限会社ダブルオー 専務取締役） | 広島つけ麺ブームを巻き起こしたヒット仕掛け人 |
| 85 86   | 01月26日 02月02日        | 山田淳仁（株式会社 酒商山田 代表取締役） | 国内の飲酒量が落ち込む中、30年間で売り上げを5倍以上に伸ばし成功した年商10億を超えるボス |
| 87      | 02月09日                 | 佐伯祐二（株式会社ミカサ 代表取締役社長） | オリンピックのバレーボール公式球を製造するボス |
| 88      | 02月16日                 | 竹本新（株式会社ヒロツク 代表取締役社長） | 「こもち昆布」など佃煮製造四代目ボス |
| 89      | 02月23日                 | Dearボス特別編！三四郎もカープ応援します! 1時間SP | 広島東洋カープ日南春季キャンプロケ |
| 90 91   | 03月01日 03月08日        | 和田伸幸（株式会社良和ハウス 代表取締役社長） | 不動産・賃貸管理戸数と賃貸仲介件数で中四国ナンバー1ボス |
| 92      | 03月15日                 | 熊本卓司（株式会社ポップジャパン 代表取締役社長） | のぼり旗製造国内トップ企業ボス |
| 93      | 03月22日                 | 菊地等（株式会社新和自動車 代表取締役） | 単一の店舗で板金台数日本一ボス |
| 94      | 03月29日                 | 山田伸一郎（株式会社キッチンヘルプ 代表取締役） | 脱板し100種類以上の仕込み時間が不要な冷凍和食を開発し全国300店以上の和食料理店に卸し調理現場に革新的な改善をもたらしたボス |
| 95      | 04月05日                 | 三島進（株式会社サード 代表取締役） | 福山市の伝統産業「備後絣」に使われる藍染めを革に施し「福山レザー」をオリジナル開発した、「出来ないとは言わないがモットー」のボス |
| 96 97   | 04月12日 04月19日        | 戸田拓夫（株式会社キャステム 代表取締役社長） | |
| 98      | 04月26日                 | 山本美香（新庄みそ株式会社 代表取締役社長） | |
| 99      | 05月24日                 | 長田克司（オオアサ電子株式会社 代表取締役社長） | |
| 100     | 05月31日                 | 松田哲也（株式会社広島マツダ 代表取締役会長兼CEO） | Dearボス特別編！新型コロナウイルスに立ち向かうボスの手腕に迫る（1） |
| 101     | 06月07日                 | 武内恒則（錦水館 会長） | Dearボス特別編！新型コロナウイルスに立ち向かうボスの手腕に迫る（2） |
| 102     | 06月21日                 | 久保正彦（砂谷株式会社 久保アグリファーム 代表取締役社長） | Dearボス特別編！新型コロナウイルスに立ち向かうボスの手腕に迫る（3） |
| 103     | 06月28日                 | 平田真一（平田観光農園 代表取締役社長） | Dearボス特別編！新型コロナウイルスに立ち向かうボスの手腕に迫る（4） |
| 104     | 07月05日                 | 熊本卓司（株式会社ポップジャパン 代表取締役社長） | Dearボス特別編！新型コロナウイルスに立ち向かうボスの手腕に迫る（5） |
| 105 106 | 07月12日 07月19日        | 川原一展（まるか食品株式会社 代表取締役社長） | イカ天瀬戸内レモン味 |
| 107     | 07月26日                 | 兼品雅彦（己斐製氷株式会社 社長） | 広島市で唯一ブロック氷を製造 |
| 108     | 08月09日                 | 山本博之（シェラトングランドホテル広島 総支配人） | 2011年から広島で総支配人として指揮 |
| 109     | 08月16日                 | 石田全功（石田造船株式会社 代表取締役） | 大正8年（1919年）5月1日創業 設計から製造、修理まで一手に担うボス。 |
| 110     | 08月30日                 | 森光孝雅（株式会社八天堂 代表取締役） | 1日4万個売れる大ヒットクリームパンを開発したボス。 |
| 111 112 | 09月13日 09月20日        | 佐々木直義（オタフクソース株式会社 代表取締役社長） | お好み焼きソースの売り上げ日本一 |
| 113     | 09月20日                 | ボスが視聴者へ豪華プレゼントしちゃいますSP！ | |
| 114     | 09月27日                 | 平岩由紀雄（アクト中食株式会社 代表取締役社長） | 業務用スーパーを全国で50店舗以上展開する「アクト中食」のボス |
| 115     | 10月04日                 | 牛来千鶴（株式会社ソアラサービス 代表取締役社長） | これまでなかった商品開発に乗り出している女性ボス |
| 116     | 10月25日                 | 友廣和照（友鉄工業株式会社 代表取締役社長） | 「カープ」や「サンフレッチェ」などこれまでに200種類以上のデザインマンホール蓋を製造・販売するボス |
| 117     | 11月01日                 | 前田勲（株式会社前田屋 代表取締役） | 斬新な海苔の商品を開発しヒットさせるボス。 「漁師のまかない海苔」年間80万個ヒット。 |
| 118     | 11月08日                 | 青山雅則（株式会社フーズアイ 代表取締役） | 海外産の食肉卸しやネット販売を手掛けるボス。 あえて自社工場を持たず加工や配送はすべて外注、従業員は営業や商品開発に注力するという業界では珍しいスタイル。 超高齢化社会に向けて「お肉をつかった究極の介護食」も開発。                                                   |
| 119     | 11月15日                 | 鈴木隆（株式会社ファームスズキ 代表取締役） | 大崎上島の塩田跡地で牡蠣をカゴに入れて育てるスタイルという新たな養殖方法で世界に販路を広げたボス。 冷凍カキ専用の自動販売機も開始。 |
| 120     | 11月22日                 | 土屋武美（株式会社晃祐堂 取締役社長） | 熊野筆の伝統技法を応用し「カワイイ化粧筆」をヒットさせる二代目ボス。累計50万本以上のヒット。 |
| 121     | 11月29日                 | 新谷隆一（株式会社ニシナ屋珈琲 代表取締役社長） | 創業昭和8年、広島県内に5店舗、県外に2店舗をもつ老舗コーヒー豆専門店を経営するボス。大手企業と差別化を図るためスペシャリティコーヒーと呼ばれる高級豆を取り扱っている。                                                                                                  |
| 122     | 12月06日                 | 視聴者のみなさんに笑顔を！豪華プレゼント直接お届けSP | 当選視聴者に自らおもてなししたボス：山田淳仁（株式会社 酒商山田）、松田哲也（株式会社広島マツダ） |
| 123     | 12月13日                 | 爆笑名（迷？）シーンてんこ盛り！抱腹絶倒の傑作選SP | |
| 124     | 2021年 01月17日          | 華麗なる転身を遂げたボスに学ぶ 2021年成功のヒケツ！ | 和田隆恩（超覚寺 住職） 安部春輝（92（NINETY TWO）代表） 田島あゆみ（田島牧場 代表） 梅田正昭（株式会社ウメソー 代表取締役社長） 吉岡紘（吉岡香辛料研究所 代表） 石原慶幸（広島テレビプロ野球解説者）                                                                  |
| 125     | 01月24日                 | 転身遂げた強烈キャラボスが他にも？！ゴールデンSPの未公開大放出 | 和田隆恩（超覚寺 住職） 安部春輝（92（NINETY TWO）代表） 田島あゆみ（田島牧場 代表） 梅田正昭（株式会社ウメソー 代表取締役社長） 吉岡紘（吉岡香辛料研究所 代表） 石原慶幸（広島テレビプロ野球解説者）                                                                  |
| 126     | 01月31日                 | 岡﨑浩樹（株式会社エブリイ 代表取締役社長） | 三代目社長 |
| 127     | 02月07日                 | 島田俊介（島田水産 代表取締役社長） | 過去放送回を再編集したスペシャル版 |
| 128     | 02月14日                 | おウチ時間を贅沢に！ボスとっておきのお取り寄せグルメ大集合！ | 竹本新（株式会社ヒロツク 代表取締役社長） 森光孝雅（株式会社八天堂代表取締役） 井辻龍介（井辻食産株式会社 代表取締役社長） |
| 129     | 02月21日                 | おウチ時間を贅沢に！第2弾 ボスとっておきのお取り寄せグルメ大集合！ | 青山雅則（株式会社フーズアイ 代表取締役） 山本美香（新庄みそ株式会社 代表取締役社長） 鈴木隆（株式会社ファームスズキ 代表取締役） |
| 130     | 02月28日                 | おウチ時間を贅沢に！第3弾 ボスとっておきのお取り寄せグルメ大集合！ | 土屋武美（株式会社晃祐堂 取締役社長） 原田秀二（株式会社酔心 代表取締役社長） 山根浩揮（有限会社いっとく 代表取締役） |
| 131     | 03月07日                 | おウチ時間を贅沢に！第4弾 ボスとっておきのお取り寄せグルメ大集合！ | 松本文治（松本金型株式会社 代表取締役社長） 小田原進（松本金型株式会社 M・M販売事業部 部長） 粟村元則（株式会社阿藻珍味 代表取締役社長） 兼品雅彦（己斐製氷株式会社 社長）                                                                                             |
| 132     | 03月14日                 | おウチ時間を贅沢に！第5弾 ボスとっておきのお取り寄せグルメ大集合！ | 川原一展（まるか食品株式会社 代表取締役社長） 戸田拓夫（株式会社キャステム 代表取締役社長） 山﨑智太郎（株式会社アースフード 代表取締役会長） |
| 133     | 04月11日                 | あーる（ウイニングイレブン プロeスポーツ選手 中野僚太） いさな（ぷよぷよ プロeスポーツ選手 山口諒（思考行結）） | あーる 2018年 JeSU公認ウイニングイレブンプロライセンス取得 PES LEAGUE WORLD TOUR 2018 ヨーロッパラウンドアジア代表 東京ゲームショウ2018 国内最強チーム決定戦 準優勝 お隣さんはサンフレッチェ広島F.Cの選手 いさなさん 広島県で唯一のプロeスポーツチーム「思考行結」所属 |
| 134     | 04月18日                 | 野口晟弥（三瀧荘 和食料理人） 桧垣貴宏（オリエンタルホテル広島 フレンチシェフ） | コンテストに挑戦する若手料理人 |
| 135     | 05月02日                 | 羽山弘子（エリザベト音楽大学 演奏学科准教授） 田中都和子（アクターズスクール広島 ボイストレーナー） | Perfumeも指導した凄腕ボイストレーナーとオペラ界の歌姫 |
| 136     | 05月16日                 | 小垰一芽（株式会社フレックス 代表取締役社長） | 全国レベルの実力者でありダンススタジオの社長 |
| 137 138 | 05月23日 06月06日        | 平岡洋二（トレーニングクラブ「アスリート」代表取締役社長） | 新井貴浩や石原慶幸など数々のカープ選手の筋肉を育てあげたボス |
| 139     | 06月13日                 | 浮田直輝（一麺天に通ず） 松浦恭大（らーめんまつうら） | 広島ラーメン界の若手ボス |
| 140     | 06月20日                 | 中山卓士（ヴィクトワール広島 代表取締役 兼 監督） | 2015年、中四国初のロードレースチームとして広島に誕生したプロ自転車ロードレースチーム「ヴィクトワール広島」を率いる社長 兼 監督 |
| 141     | 06月27日                 | 里﨑亮（野良道具製作所 代表） 吉村明久（コンパスRV 代表取締役） | 自らキャンプをした経験の中から「頑丈」「コンパクト」「使いやすさ」を追求し機能的なキャンプ道具を製造・販売するボスと、様々なアイデアで快適さを追求した最新キャンピングカーを販売するボス                                                                               |
| 142     | 07月04日                 | 江川佳代（江川佳代整理収納コンサルタントオフィス 代表） | 家の整理・収納についてのプロアドバイザー |
| 143     | 07月11日                 | 萩谷 幹（ミニチュア作家） 松浦美喜（前衛弁当作家） | 自宅で個性的なアート作品を作る女性ボス |
| 144     | 07月18日                 | 赤井慎司（始まりの食パン） 大瀬戸尚（広島カレーパン研究所） 藤原宮子（フォカッチャ専門店もちぱん ） | 広島のパン専門店のボス |
| 145     | 08月8日                  | 越智基匡（和牛あみ焼会席シズラー） 谷太輔（ステーキ青ひげ） 原田秀二（廣島料理専門 酔心） 桑田真輔（白島 調整） 森山亮（3TREE） 山口成之（シェヤマライ） | 今食べたい！広島の絶品テイクアウト弁当6連発！ |
| 146     | 08月15日                 | 葛西正記（海上保安大学校 校長） 髙山壮太（訓練部訓練科 教官） 上薗貴範（海上安全学講座 准教授） | 三四郎体力限界！ハプニング連続！海上保安大学校の個性豊かなボス軍団① |
| 147     | 08月29日                 | 葛西正記（海上保安大学校 校長） 安達貴弘（訓練部 部長） 吉岡隆充（海上環境研究室 室長） 上田太一（端艇部 キャプテン） 飯干風生（逮捕術部 キャプテン） | 爆笑ハプニングの連続！？海上保安大学校の個性豊かなボス軍団② |
| 148     | 09月12日                 | 山川直紀（Dolce e Salato dal polipo オーナー） 金丸和雄（Cheat day 代表） | 次にくる？！広島の新店スイーツボス |
| 149     | 09月19日                 | 朝山正悟（広島ドラゴンフライズ） | 開幕迫る！広島プロバスケ界のレジェンドＶＳ三四郎 |
| 150     | 09月26日                 | 広兼麻菜（POTEN） 松長唯（インスタグラマー） 松原早希（インスタグラマー） | 若者のカリスマ！広島インフルエンサー界のボス |

## スタッフ
『三四郎のDearボス』以降のスタッフ
- 演出：畝本晃実（→ディレクター）
- ナレーション：木村和美
- CAM：井田健太、難波伸一、水重良紹、橋口将志、若林学、清木美智、松井和哲、岡田隆宏
- AUD：松田武、松浦雅俊、清水良樹
- 音響効果：渡邉健太郎(grasp)・坂本陸弥(grasp)・森元駿介(grasp)・小野史織(grasp)・吉浦香子(grasp)
- MA：村上俊之
- デザイン：倉岡亜依
- 広報：板谷友樹
- 車輛：第一グリーン社
- ディレクター：石ヶ坪遊、斎藤哲、山根幸恵、岡本崇宏、山岡大祐、三分一遥佳、畝本晃実
- プロデューサー：山下浩史・渡邉英展→長野正実（広島テレビ）・山下浩史・渡邉英展
- 製作著作：広島放送

過去のスタッフ
- ディレクター：安倍東洋、湯浅公典、畝本晃実
- 企画・演出：味元崇→演出：畝本晃実、渡邉英展
- ナレーション：有田優理香（広島テレビアナウンサー） → 小野宏樹（広島テレビアナウンサー）
- CAM：吉原洋二、橋口将志、松井和哲、須川真也、清木美智、井田健太、水重良紹、内海秀彦、脇川能忠
- AUD：若林学、松浦雅俊、武田篤也、横田次郎
- 音楽効果：安原裕人(grasp)・阿部准(grasp) → 渡邉健太郎(grasp)・加藤安時(grasp) → 渡邉健太郎(grasp)・森本駿介(grasp)
- MA：岩崎貴裕
- CG：松浦寛明
- デザイン：倉岡亜依
- 広報：橋本浩、塚本志織、三好宏子
- 車輛：第一グリーン社
- 協力：広島放送
- ディレクター：安倍東洋、湯浅公典、畝本晃実、渡邉英展、山根幸恵、斎藤哲
- プロデューサー：山下浩史、増田琢二
- 制作著作：広島テレビ

## 書籍
- Dearボス〜トップの秘密のぞき見バラエティ〜（2020年1月15日、南々社）ISBN 978-4864891097
広島の企業のトップ、広島県知事など12人のボスたちを収録。